# Vangeli sinottici

Quasi tutto il contenuto di Marco si trova in Matteo e gran parte di Marco si trova allo stesso modo in Luca, inoltre, Matteo e Luca hanno una grande quantità di materiale in comune che non si trova in Marco.

I vangeli sinottici (dal greco syn, "insieme", e opsis, "visione") sono i tre vangeli di Matteo, Marco e Luca. Vengono chiamati così perché se si mette il testo dei tre vangeli su tre colonne parallele, in uno sguardo d'insieme (sinossi) si notano facilmente molte somiglianze nella narrazione, nella disposizione degli episodi evangelici, a volte anche nei singoli brani, con frasi uguali o con leggere differenze.

## I quattro vangeli canonici
Pur attingendo a volte a fonti comuni, ogni evangelista persegue un progetto narrativo e teologico proprio, avendo come destinatari comunità diverse, con problemi differenti tra loro ai quali dare risposta.
Il Vangelo di Giovanni invece è molto differente dai primi tre vangeli, perché egli inserisce nelle Scritture impressioni personali ma anche diversa cronologia.
Affiancando i tre vangeli di Marco, Matteo e Luca si nota che:
- lo stile dei primi tre vangeli è in genere molto immediato e ad approccio pratico, quello di Giovanni tende ad illustrare l'aspetto più profondo degli eventi evangelici;
- Giovanni riporta pochi episodi, molto sviluppati, gli altri vangeli tantissimi episodi, spesso appena accennati;
- in particolare, Giovanni non riporta l'istituzione dell'Eucaristia.

## La questione sinottica nella chiesa antica
Già in epoca antica il problema sinottico fu studiato da diversi autori. Nel II secolo Taziano il Siro scrisse il Diatessaron, ovvero una «narrazione attraverso i quattro vangeli»: egli voleva mettere insieme i racconti dei quattro evangelisti, armonizzandoli in uno solo.
Ammonio di Alessandria mise a punto un'armonia dei vangeli, prendendo per base il Vangelo di Matteo e integrando le sezioni mancanti con brani presi dagli altri vangeli. Dal lavoro di quest'ultimo risultava un testo che veniva diviso in 355 sezioni e numerato.
Intorno al III secolo Eusebio di Cesarea, l'autore della Storia Ecclesiastica, modificò le Sezioni di Ammonio allo scopo di facilitare la ricerca di referenze. Eusebio elaborò un sistema, i cosiddetti canoni, per segnalare i passi dei vangeli che presentano dei paralleli. Il sistema da lui inventato, delle referenze a margine, è quello tuttora in uso. Sant'Agostino (354-430) scrisse un trattato De consensu evangeliorum, in cui fece il punto sull'annosa questione delle discordanze tra i vangeli e sul loro rapporto.

## La questione sinottica oggi
Oggigiorno la questione sinottica è molto dibattuta da storici, teologi e filologi e da diversi accademici, credenti e laici. L’ermeneutica del sospetto, ad avviso dello storico tedesco Carsten Peter Thiede, è applicata anche ai vangeli. Lo storico e papirologo tedesco è molto critico su questa tendenza che attribuisce alla moda di magnificare il dubbio, osserva infatti che per i Vangeli «la fede nei resoconti è vista come ingenuità e il dubbio viene salutato come atteggiamento genuino e colto», di qui la necessità secondo questa tendenza liberale di ridatare i vangeli verso la fine del primo secolo, se non all'inizio del secondo. La querelle verte su diversi punti, i più importanti sono due: 1) che gli evangelisti Matteo e Luca copiarono dal vangelo di Marco e 2) che i tre vangeli sinottici come anche quello di Giovanni sono opera di comunità cristiane della fine del primo secolo, se non dell'inizio del secondo. Non quindi di autori testimoni oculari, o di redattori vicino a tali testimoni, ma ad avviso di questi studiosi, di scrittori non autorevoli animati dalla fede, per cui i Vangeli risultano di fatto basati su una vera e propria falsificazione delle fonti, una «creazione della chiesa primitiva, che aveva il desiderio di presentare Gesù come il vero Figlio di Dio, invece di un semplice essere umano con grande facilità di parola». Il professor Thiede nella sua opera Gesù mito o realtà? contesta questi espliciti dubbi sulla veridicità dei quattro vangeli, sinottici compresi. Lo fa con una serie di considerazioni storiche, fra le quali:
- I quattro vangeli canonici sono da considerarsi «opere chiaramente distinte di opere letterarie, questo processo di redazione editoriale avrebbe dovuto necessariamente ripetersi per quattro volte, in modo indipendente e caotico. Di un simile processo non è rimasta alcuna singola traccia sia nei testi, sia in qualche papiro - alcuni dei quali risalgono al primo secolo - e neppure in qualche citazione o commentario dei primi lettori. Ciò non è mai accaduto. Le varianti negli antichi papiri, gli errori degli scrivani e le loro correzioni, le note a margine che scivolano nel testo e molte altre situazioni che sono tipiche di manoscritti dell'antichità (ma che si riscontrano molto meno frequentemente nei papiri del Nuovo Testamento rispetto ad altri manoscritti classici) fanno risaltare un'altra osservazione: non ci fu mai una seconda, terza o quarta edizione corretta, emendata o ampliata, di nessuno dei quattro Vangeli dopo la loro prima pubblicazione. Al contrario si deve dichiarare, con la fiducia dello storico dell'epoca classica e della critica testuale, che i Vangeli non furono mai pubblicati in nessun'altra forma se non quella che leggiamo oggi.»[2]
- Per quanto riguarda i Vangeli di Matteo, Marco e Luca chiamati sinottici « a causa della loro 'comune visione', che deriva dal materiale condiviso e da numerose concordanze - dobbiamo riconoscere che non sono il risultato di una primitiva armonizzazione cristiana, una sorta di volantino di partito, ma sono scritti autonomi di autori autonomi, con diversità e variazioni. Per dirla schiettamente, in tutto l'intero ambito della letteratura classica, non c'è un singolo caso paragonabile in cui una storia complessa sia riportata da tre autori, che scrivono in posti diversi e con differenti destinatari di riferimento, eppure concordino con una simile notevole coincidenza. Nel momento in cui accettiamo i Vangeli per quello che sono in termini storico-letterari, cioè come esempi straordinari ben scritti di letteratura greca dell'epoca ellenistica, simili osservazioni non sono per niente sensazionali. Sono del tutto ovvie»[3]

Lo storico tedesco conclude le suddette considerazioni con una nota molto critica: «Se i troppo numerosi critici dei Vangeli hanno omesso di prendere nota di queste cose, ciò dovrebbe farci pensare maggiormente a proposito dei critici che non rispetto ai Vangeli»
La teoria moderna secondo cui fu Marco, il vangelo più breve, ad essere scritto per primo ha suscitato le perplessità di due importanti storici delle religioni, Giovanni Filoramo e Daniele Menozzi che hanno dichiarato: «Numerosi particolari non (sono) del tutto chiariti e che, come teoria, in luogo di essere la migliore, (è) la meno peggiore»

## Johann Jakob Griesbach, inventore dellasinossi
Il vero inventore della sinossi è stato Johann Jakob Griesbach, in età illuministica Fu lui che introdusse questa denominazione nel primo volume della sua edizione critica del Nuovo Testamento in tre volumi (1774-1775). Prima di allora non si può parlare di una valutazione critica del materiale che accomuna Matteo, Marco e Luca.
Nel XIX secolo ad opera di (Karl Lachmann, Christian Gottlob Wilke e Johannes Weiß) e soprattutto nel XX si giunge alla conclusione che il testo più antico è quello di Marco. Il 90% del Vangelo di Marco è presente in quello di Matteo e il suo 50% in quello di Luca (Mc è il vangelo più breve, composto da 661 vv; Mt ne ha 1.068 e ne contiene 600 di Mc; Lc ne ha 1.149 di cui 350 sono di Mc). In conseguenza di questa stretta relazione tra i 3 vangeli è agevole disporli in colonne e vederne diverse sottolineature.
| Esempio di sinossi su un testo evangelico visualizza tutti | Esempio di sinossi su un testo evangelico visualizza tutti                           | Esempio di sinossi su un testo evangelico visualizza tutti    |
| ---------------------------------------------------------- | ------------------------------------------------------------------------------------ | ------------------------------------------------------------- |
| Matteo 19,9                                                | Marco 10,11-12                                                                       | Luca 16,18                                                    |
| Chiunque ripudia la propria moglie,                        | Chiunque ripudia la propria moglie,                                                  | Chiunque ripudia la propria moglie,                           |
| se non in caso di concubinato,                             |                                                                                      |                                                               |
| e ne sposa un'altra commette adulterio.                    | e ne sposa un'altra commette adulterio                                               | e ne sposa un'altra commette adulterio.                       |
|                                                            | contro di lei; se la donna ripudia il marito e ne sposa un altro commette adulterio. |                                                               |
|                                                            |                                                                                      | Chi sposa una donna ripudiata dal marito, commette adulterio. |

## Origine dei vangeli
Sono state proposte varie teorie sull'origine dei tre vangeli sinottici e sulla loro datazione, l'ipotesi più comune è che il vangelo di Luca ed il vangelo di Matteo siano stati scritti sulla base del vangelo di Marco accostato ad altre fonti (ad esempio la fonte Q), ma non c'è accordo tra gli studiosi su questa teoria.
Una tendenza recente, ma che trova le sue radici nelle teorie dei teologi tedeschi Adolf von Harnack dapprima e soprattutto in Rudolf Bultmann poi, è quella di demitizzare i vangeli iniziando dall'asserire che non furono compilati da testimoni oculari della vita di Gesù, come Matteo e Giovanni o da persone vicine agli apostoli, come Marco e Luca, bensì da comunità cristiane del I secolo che elaborarono i vangeli basandosi su fonti non attendibili e rendendo i vangeli stessi non credibili e mitologici.
D'altra parte il noto filologo e teologo francese Claude Tresmontant asserisce, che « I Vangeli furono scritti al tempo di Gesù da persone che parlavano in aramaico o in ebraico » per cui le affermazioni di Bultmann, che attribuiva gli scritti dei vangeli ad una comunità di un secolo successivo che conosceva solo il greco, non avrebbero avuto fondamento.
D'altronde il biblista francese Jean Carmignac, traduttore dei Manoscritti del Mar Morto e uno dei massimi esperti dei manoscritti di Qumran, ha dichiarato più volte che i semitismi  contenuti nei vangeli sinottici sono tanti e di diverse specie che a suo avviso l'evidenza che quei vangeli furono dapprima scritti in ebraico e poi ritradotti in greco è più di una semplice teoria. Secondo il noto biblista, l'ebraico, al tempo in cui furono scritti i vangeli, non solo era una lingua ancora viva, ma una lingua parlata e scritta da chi era vissuto al tempo di Gesù o immediatamente dopo, come i tre evangelisti redattori dei vangeli anziché un'ipotetica comunità cristiana che decenni dopo scrisse in greco e redasse quei vangeli, nonostante non fosse testimone dei fatti.
Carmignac fu critico verso l'attitudine degli studiosi moderni a sottovalutare e a non approfondire l'argomento dei semitismi, facendo rilevare che l'argomento non è proprio originale, visto che già nel 1518 il teologo e filosofo Erasmo da Rotterdam fu il «primo a scoprire alcuni semitismi» per non parlare di Origene di Alessandria e Girolamo che « avevano già più volte spiegato il greco del Nuovo Testamento con il ricorso dell'ebraico dell'Antico». Inoltre «eccellenti filologi» delle più importanti università di Germania e dei Paesi Bassi affrontarono con serietà il problema come Benito Arias Montano, Juan de Alba, Salomon Glass, John Lightfoot, Tomas Gantaker, Henry Hammond. Brian Walton, Jaques Gousset, Christian Schoettgen, Joannes Drusius ed altri. Carmignac dal suo studio rilevò almeno nove tipi di semitismi presenti nei vangeli sinottici: 1) Semitismi di prestito, 2) Semitismi di imitazione, 3) Semitismi di pensiero, 4) Semitismi di vocabolario, 5) Semitismi di sintassi, 6) Semitismi di stile, 7) Semitismi di composizione, 8) Semitismi di trasmissione e 9) Semitismi di traduzione facendo notare che mentre alcuni dei suddetti «non contano» per la dimostrazione della lingua originale dei vangeli, gli ultimi tre, dimostrano incontrovertibilmente che i termini scelti per «realizzare quelle assonanze» in ebraico, scompaiono se usati in lingua greca

## Confronto dei testi evangelici
Lo studio biblico ha prodotto nel tempo una serie di comparazioni fra i testi evangelici.
Non tutti gli autori concordano in merito a una coerenza interna dei quattro vangeli canonici e al fatto che Matteo, Marco e Luca siano propri sinottici.

### Differenze tra i sinottici
Tra i sinottici si riscontrano una serie di divergenze:
- la genealogia di Gesù è diversa tra Mt (1,1-16) e Lc (3,23-38); in particolare, i Vangeli di Luca e Matteo differiscono in merito al padre di Giuseppe;
- l'annuncio della nascita di Gesù in Mt 1,1-25 è fatta in sogno da un angelo a Giuseppe, in Lc 1,26-37 avviene mediante l'apparizione di un angelo a Maria;
- la nascita di Gesù presenta differenze tra Matteo e Luca; in particolare, Lc (2,22-39) riporta che dopo la presentazione al Tempio di Gesù la famiglia ritornò a Nazaret, mentre Mt (2,13-33) afferma che dopo la visita dei Magi fuggì in Egitto e rientrò solo dopo la morte di Erode, decidendo di stabilirsi a Nazaret;
- l'ordine delle tentazioni di Gesù è diverso tra Mt (4,1-11) e Lc (4,1-13) mentre Mc 1, 12-13 non entra nei dettagli delle tentazioni;
- la preghiera che Gesù ha insegnato, il «Padre nostro», è diversa tra Mt (6,9-13) e Lc (11,2-4);
- il discorso della montagna in Mt (5-7), ambientato su una montagna della Galilea e contenente nove beatitudini, è diverso e anche contraddittorio rispetto a quello in Lc (6-7), ambientato in pianura e contenente solo quattro beatitudini;
- il rifiuto di Gesù a Nazaret è collocato da Marco (6,1-6) e Matteo (13,54-58) in una fase avanzata del ministero di Gesù, mentre Luca (4,16-30) lo colloca nella sua fase iniziale;
- sono diverse nei sinottici le parole con cui Gesù istituisce l'eucaristia: Mt 26,26-29; Mc 14,22-25; Lc22,14-20;
- il comportamento dei due malfattori crocifissi con Gesù è diverso a seconda dei testi: in Mt 27,44 e Mc 15,32 lo insultano entrambi, solo in Lc 39,43 si trova l'episodio del buon ladrone;
- la visita di Pietro al sepolcro vuoto è riportata solo da Lc 24,12 e non dagli altri sinottici;
- l'Ascensione di Gesù è appena accennata in Mc 16,19-20 e descritta più ampiamente in Lc 50-53 ma non è neanche citata nel Vangelo di Matteo (in Mt 28,16-20 Gesù si limita a mandare in missione i discepoli assicurandogli che sarà con loro fino alla fine del mondo).

### Differenze tra i sinottici e Giovanni
Vi sono divergenze anche tra i sinottici e Giovanni:
- la purificazione del tempio è collocata dai sinottici nella fase finale del ministero di Gesù, da Giovanni nella fase iniziale;
- l'ultima cena di Gesù per i sinottici è stata una cena pasquale (Mt 26,17-19; Mc 14,12-16; Lc 22,7-16), per Giovanni no (Gv 13,1, 18,28): in conseguenza di ciò, dato che Gesù è stato crocifisso il giorno dopo, per i sinottici sarebbe morto il 15 del mese di Nisan (giorno della Pasqua ebraica), per Giovanni invece sarebbe morto il 14 di Nisan (vigilia di Pasqua)[15];
- i discorsi dell'ultima cena sono molto diversi in Mt 26, 17-29; Mc 14,17-25; Lc 22,14-38; Gv 13-17;
- in Gv mancano le parole con cui Gesù ha istituito l'eucaristia;
- l'iscrizione di Pilato che motiva la condanna di Gesù, è diversa da un vangelo all'altro: Mt 27,37: "Questi è Gesù il re dei Giudei"; Mc 15,26: "Il re dei Giudei"; Lc 28,38: "questo è il re dei Giudei"; Gv 19,20: "Gesù di Nazaret, il re dei Giudei";
- le ultime parole pronunciate da Gesù sulla croce sono diverse in Mt 27,46-50; Mc 15, 34-37; Lc 23, 39-46; Gv 19, 30;
- il racconto della visita al sepolcro da parte delle donne è diverso nei quattro evangelisti per le persone presenti (due, tre o più, vedi Mt 28,1; Mc 16,1-2; Lc 24,1-2; Gv 20,1) e gli angeli che appaiono (uno/due dentro/fuori il sepolcro a seconda dei testi, vedi Mt 28,2-4; Mc 16, 3-5; Lc 24, 3-5; Gv 20,11-13);
- in Lc 24,12 solo Pietro va a visitare il sepolcro vuoto, in Gv 20, 3-8 è presente anche Giovanni;
- il racconto delle apparizioni di Gesù dopo la risurrezione è diverso nei quattro vangeli per le persone coinvolte, per i luoghi in cui si verificano e per l'arco temporale in cui avvengono: in particolare, in Luca Gesù appare a Gerusalemme agli Undici riuniti, mentre per Giovanni manca Tommaso; Marco e Luca localizzano le apparizioni a Gerusalemme, Matteo in Galilea, Giovanni in entrambi i luoghi; Luca colloca le apparizioni in una sola giornata, Giovanni in un arco di otto giorni, più una terza apparizione in Galilea (vedi Mt 28,9-10; Mc 16,9-14; Lc 24,13-32 e 24,36-43; Gv 20,14-29 e 21,1-14);
- l'Ascensione di Gesù è citata da Giovanni solo in modo indiretto, nel corso dell'apparizione di Gesù a Maria Maddalena (vedi Gv 20,17).

### Differenze con altri scritti del Nuovo Testamento
Vi sono divergenze anche tra i Vangeli e altri scritti del Nuovo Testamento:
- racconto della morte di Giuda Iscariota: nel Vangelo di Matteo (Mt 27,3-8) Giuda si suicida impiccandosi, mentre negli Atti degli Apostoli (At 1, 16-18) muore cadendo a terra e squarciandosi il ventre. I dettagli, comunque non vi portano contraddizione perché è plausibile la teoria che la corda che reggeva Giuda, ancora vivo, si potesse essere rotta subito dopo che egli vi si fosse appeso, facendolo morire sul colpo.
- sepoltura di Gesù: in tutti e quattro i vangeli canonici Gesù viene sepolto da Giuseppe di Arimatea (Mc 15,42-47; Mt 27,57-61; Lc 23,50-56; Gv 19, 38-42), mentre negli Atti degli Apostoli (At 13,27-30) non si fa menzione di questo personaggio, ma si afferma genericamente che fu sepolto dai giudei. Tuttavia Giuseppe di Arimatea era un Giudeo, perciò questa generalizzazione non dà contraddizioni.
- apparizioni di Gesù: nei vangeli canonici Gesù appare agli apostoli e, ad eccezione del Vangelo di Luca, anche a Maria Maddalena, mentre nella Prima lettera ai Corinzi (1 Corinzi 15, 5-9) si racconta che Gesù apparve agli apostoli, a Giacomo e ad altri discepoli, ma non cita Maria Maddalena o altre donne.

### Altre questioni
Un'altra questione riguarda Giacomo apostolo, fratello di Gesù secondo una parte dei vangeli. Fratelli e sorelle di Gesù, particolarmente Giacomo, Giuseppe, Giuda, Simone in Mc 6,3 (vedi Giacomo il fratello del Signore) sono menzionati in alcuni passi dei Vangeli (Mt 12,46; 13,55; Mc 3,31; Lc 8,19; Gv 2,12; 7,3 ss.; 20,17) ma anche in altri scritti del Nuovo Testamento come gli Atti degli Apostoli (At 1,14; 1) e le Lettere di Paolo (Cor 9,5; Gal 1,19). Le parole greche adelphòs (fratello) e anepsiòs (cugino) traducono l'aramaico "Ah" che letteralmente vuol dire fratello, ma non solo inteso come consanguineo, e con la quale gli Ebrei esprimevano la parentela in genere o, addirittura semplicemente compaesano o compatriota. Sia greco che aramaico non hanno termini per indicare tutti i gradi di parentela a noi noti; inoltre, nel Vangelo sono presenti espressioni del tipo «figlio di sua madre»: Gesù è sempre indicato come figlio di Maria, mentre gli altri apostoli mai.
Sulla base delle discordanze esistenti tra i vangeli sono stati avanzati ulteriori rilievi dall'abate Jean Meslier, secondo cui in particolare l'appellativo di "nazareno" avrebbe il significato di "nazireo" e non quello di "originario di Nazaret".